# Scruparia spiralis
Scruparia spiralis is een mosdiertjessoort uit de familie van de Scrupariidae. De wetenschappelijke naam van de soort is voor het eerst geldig gepubliceerd in 1932 door Hasenbank.